# Hermann Kalbfuss
Hermann Eugen Kalbfuss, né le 19 février 1887 à Darmstadt et mort le 5 avril 1918 à Puisieux, est un historien et dessinateur allemand.

## Biographie
Hermann Kalbfuß est issu d'une famille bourgeoise de marchands ; il fait ses études secondaires au lycée du grand-duché à Darmstadt de juin 1893 à avril 1900, puis au lycée Ludwig-Georgs jusqu'en 1905. Il étudie l'histoire, l'histoire de l'art, les lettres allemandes et la géographie aux universités de Heidelberg (été 1905 jusqu'à l'été 1907) où l'un de ses professeurs est le philosophe Wilhelm Windelband, de Strasbourg (hiver 1906/1907) et de Gießen (été 1907 jusqu'à l'hiver 1908/1909) et réussit en 1909 l’examen pour le professorat en histoire, allemand et géographie ; le 10 juin 1909 il est reçu docteur en histoire médiévale et moderne, antiquité et théorie de l'art. 
De 1910 à 1912, il est stagiaire à l'Institut historique prussien de Rome où il seconde Paul Fridolin Kehr dans ses travaux pour l'Italia Pontificia dans le cadre des Regesta Pontificum Romanorum financés par l’université de Göttingen ; il travaille sur les archives des Staufen ; il publie de 1910 à 1914 plusieurs travaux d'histoire sur l'Italie médiévale. 
Il est tué lors de la première Guerre mondiale à Puisieux dans le Pas-de-Calais.

## Œuvres

### Travaux historiques
- Kloster Schiffenberg bis zu seiner Einverleibung in den deutschen Orden 1323, thèse, université de Gießen, 1909[3].
- (de) « Das Augustinerherrenstift Schiffenberg », Mitteilungen des Oberhessischen Geschichtsvereins, vol. 17,‎ 1909.
- « Die Deutschordenskommende Schiffenberg », Mitteilungen des Oberhessischen Geschichtsvereins, vol. 18,‎ 1910, p. 8–84 (lire en ligne).
- « Zur Entstehung der Narratio de electione Lotharii », Mitteilungen des Instituts für Österreichische Geschichtsforschung, vol. 31,‎ 1910, p. 538–557 (lire en ligne).
- « Die Staufischen Kaiserwahlen und ihre Vorgeschichte », Mitteilungen des Instituts für österreichische Geschichtforschung, vol. XXXIV, no 3,‎ 1913, p. 1-20 (lire en ligne).
- Urkunden und Regesten zur Reichsgeschichte Oberitaliens, Rome, Loescher, 1912.
- « Eine bologneser Ars dictandi des XII. Jahrhunderts », Quellen und Forschungen aus italienischen Archiven und Bibliotheken, vol. 16, no 2,‎ 1914 : édition d'un traité de Bernard de Bologne, auteur au XIIe siècle du premier manuel de versification rythmique profane conservé, manuscrit découvert par Hermann Kalbfuss[4].

### Dessins
Lors de la première Guerre mondiale, Hermann Kalbfuss réalise plusieurs dessins à Bermerain en 1917.

Œuvres de Kalbfuss réalisées à Bermerain
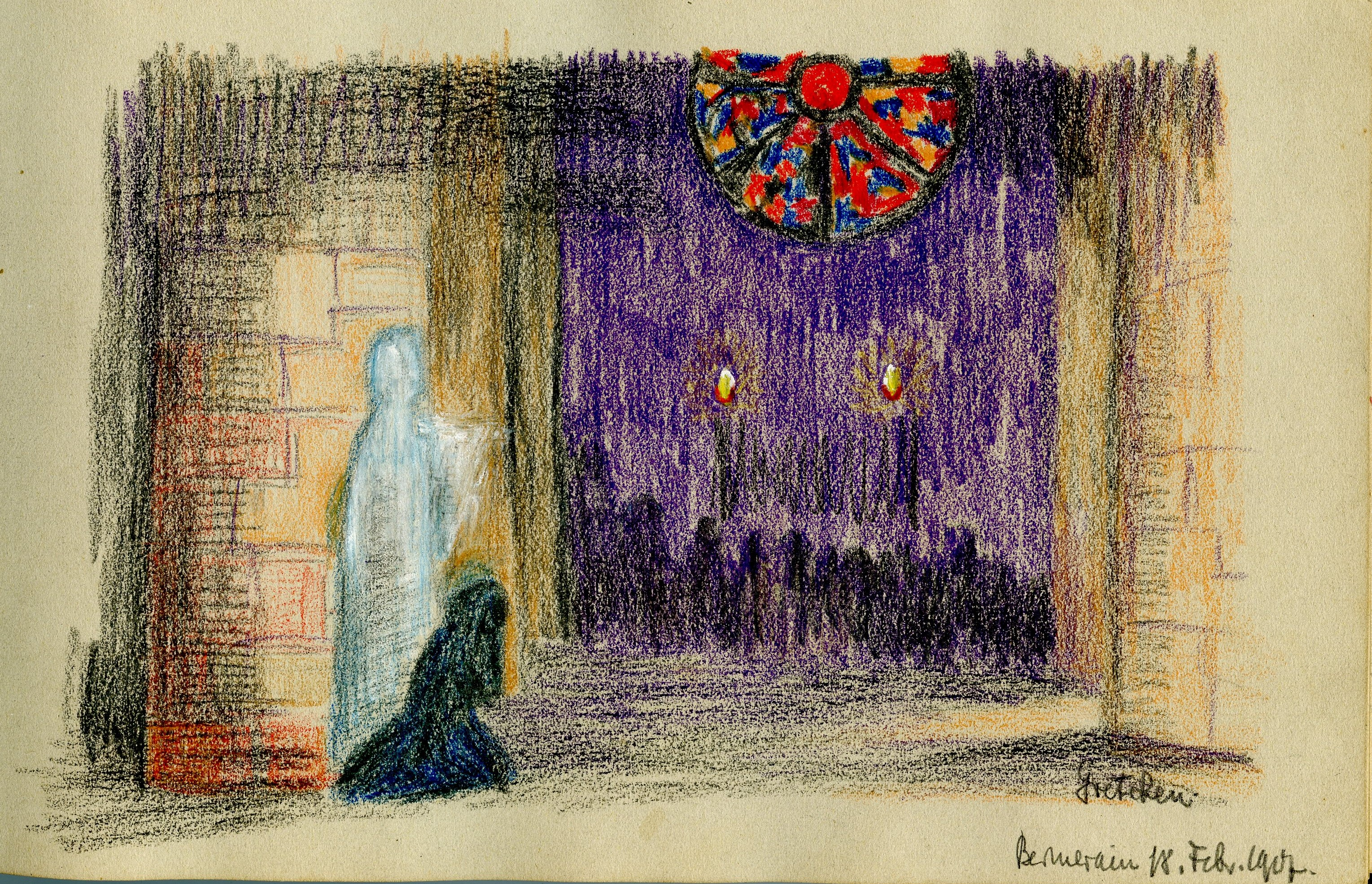
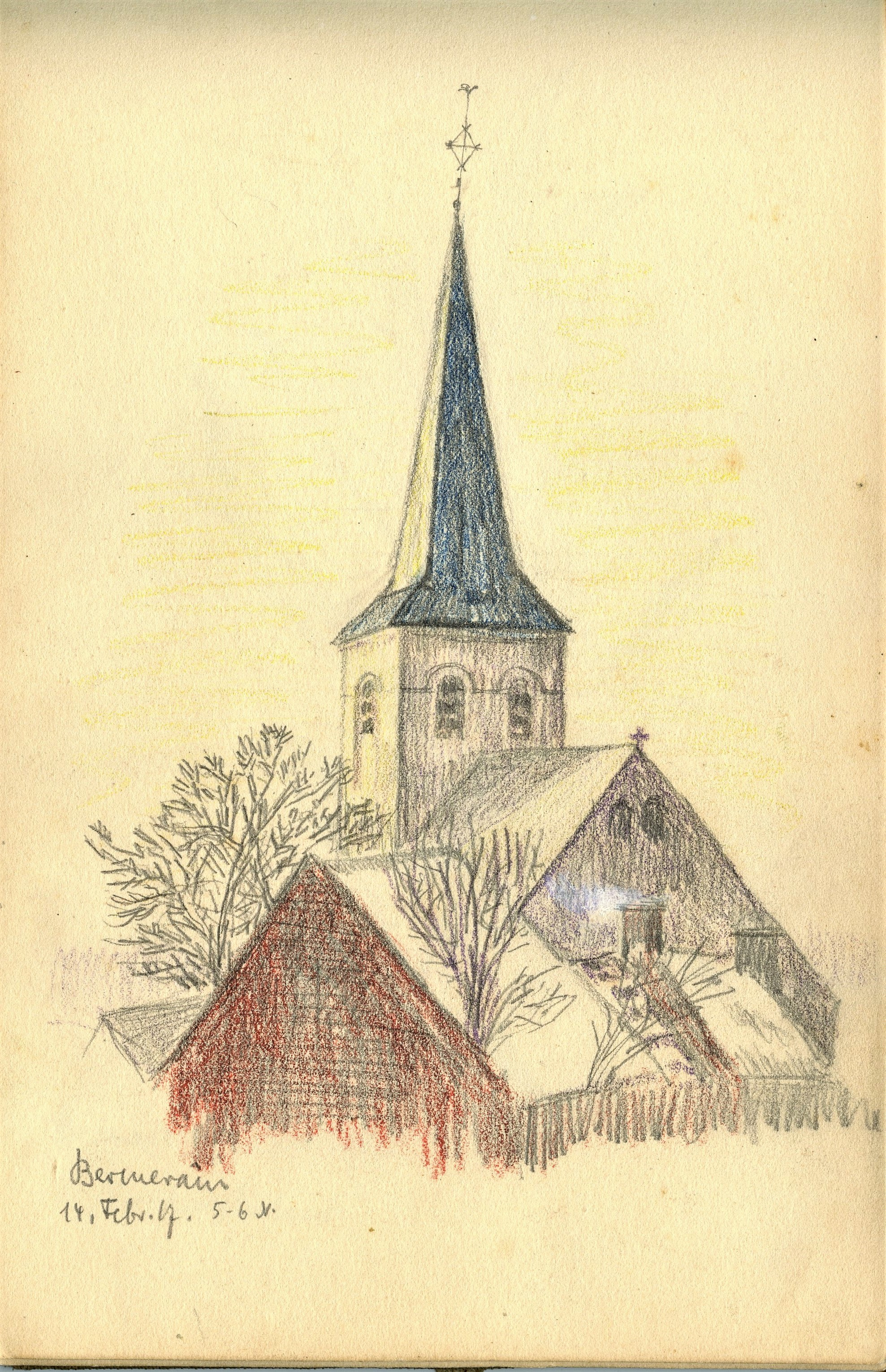
L'église de l'Assomption.
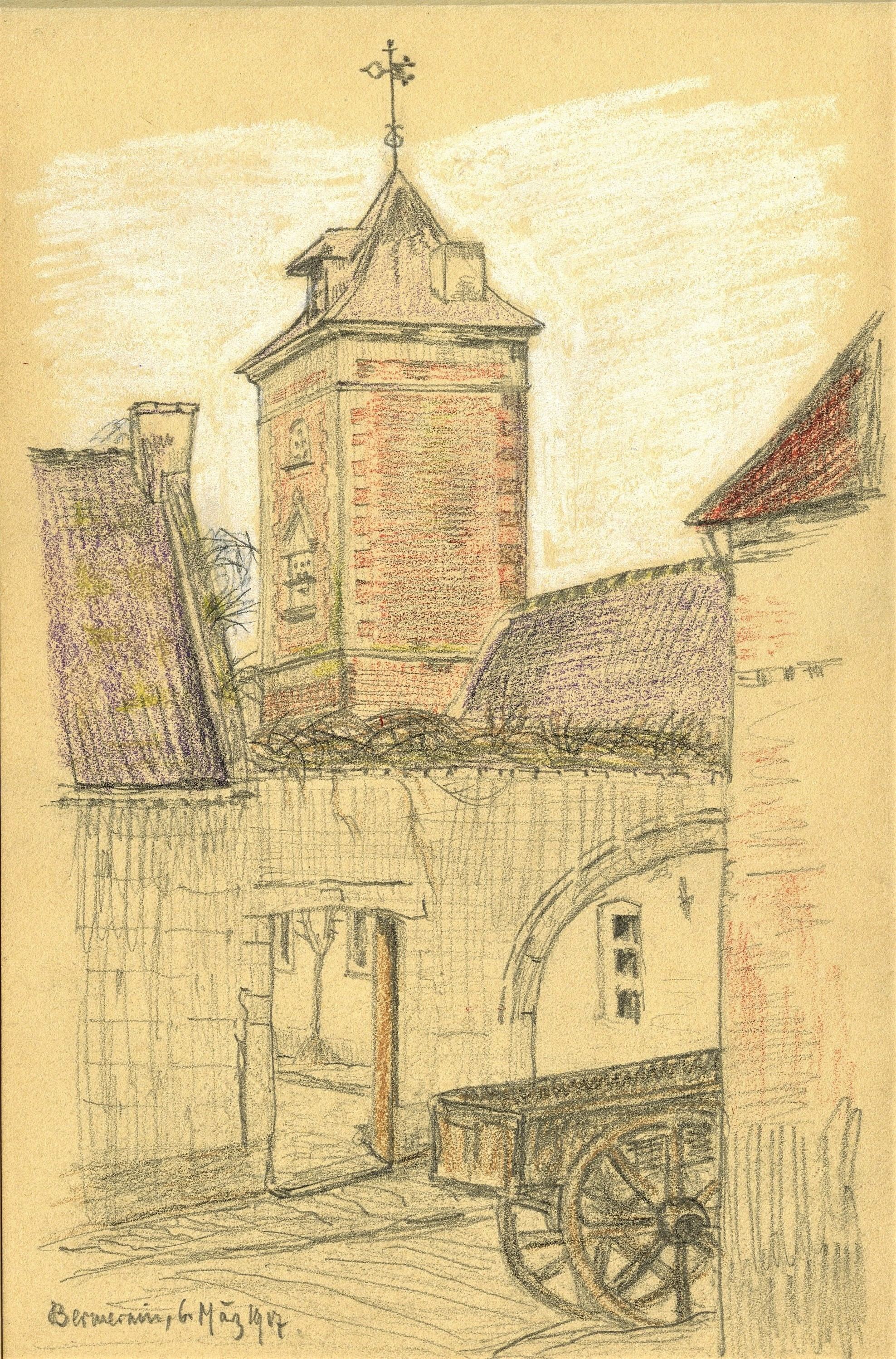
Une tour pigeonnier.
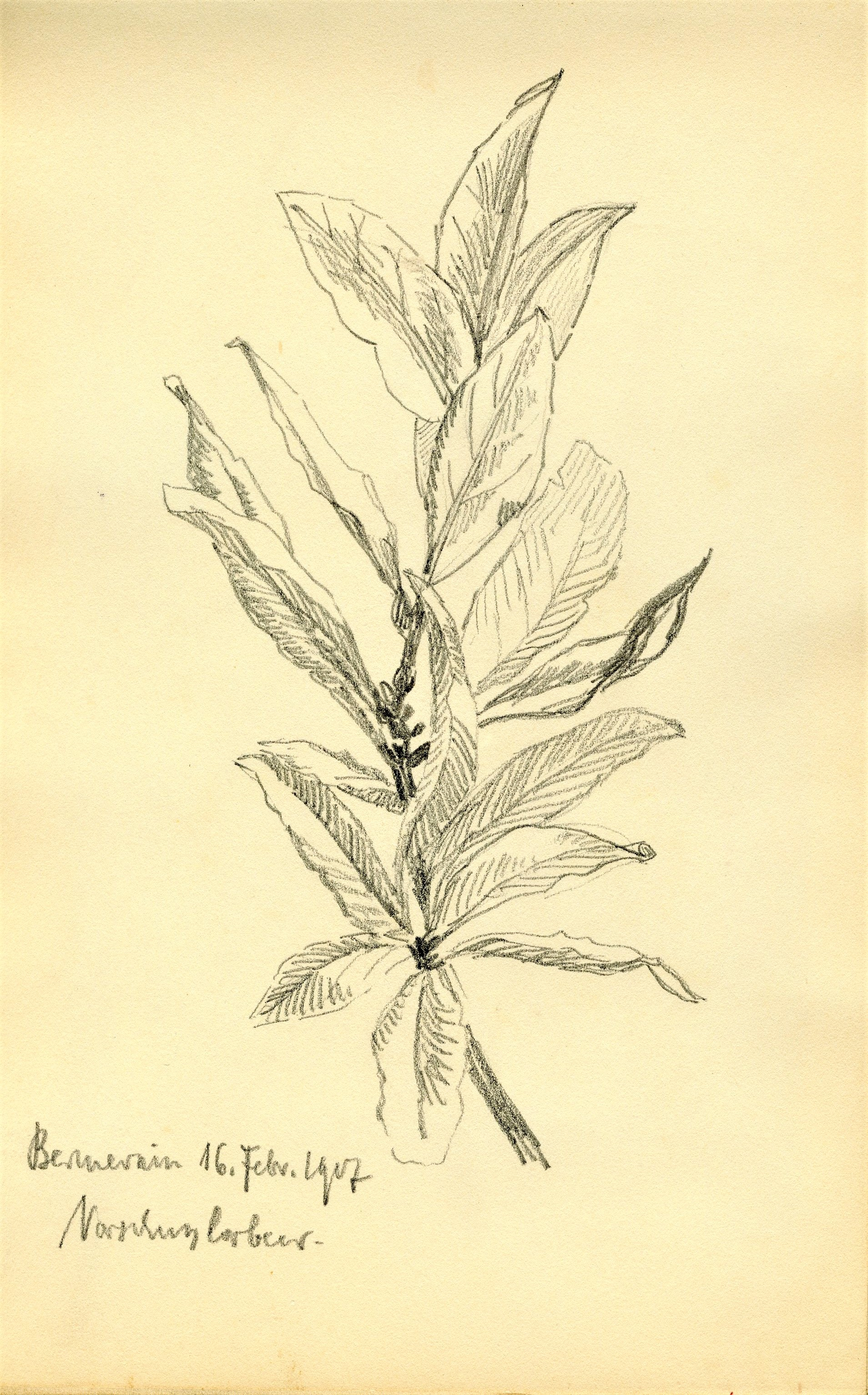
Laurier.